# Eiskonfekt

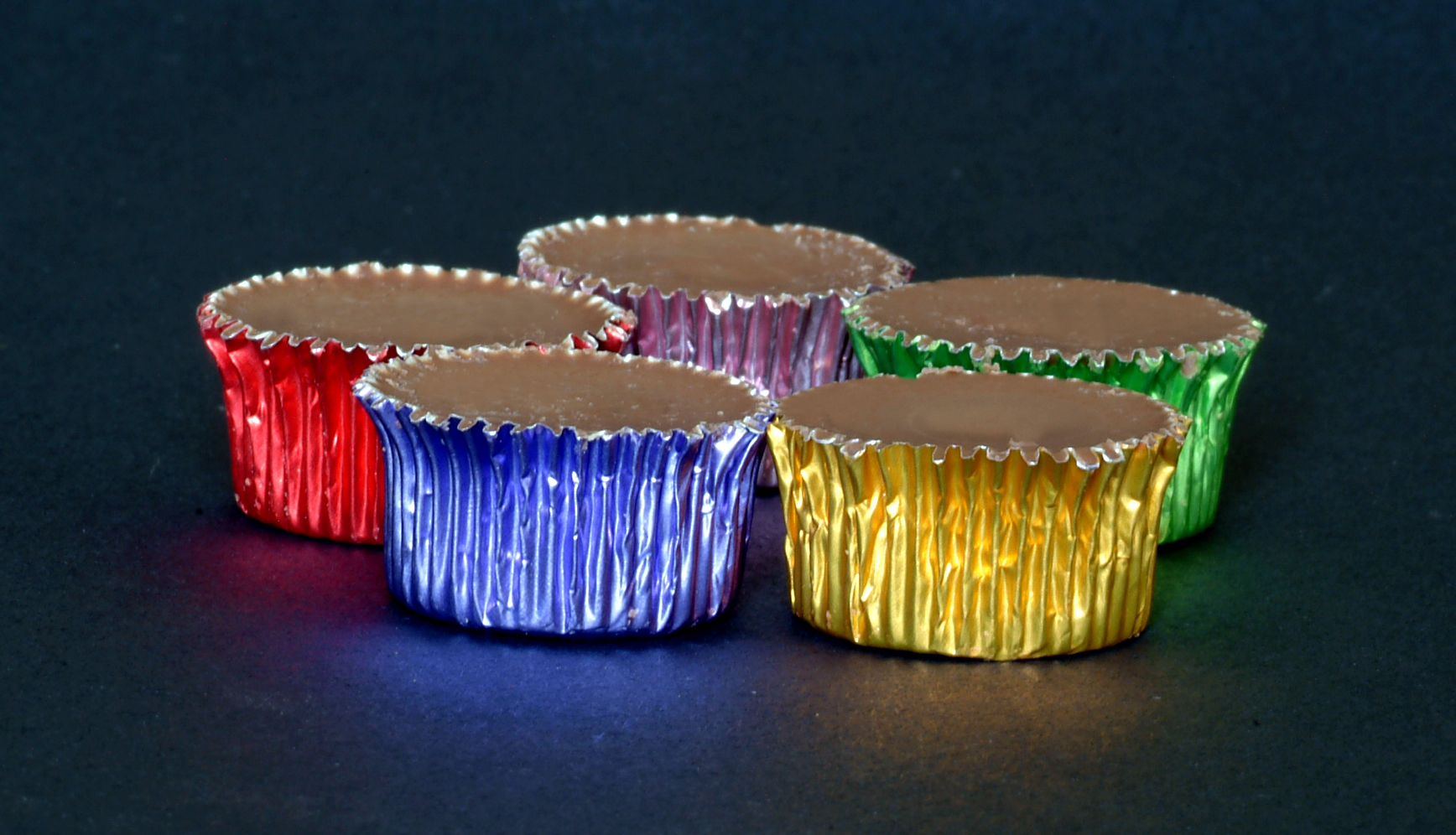
Eiskonfekt

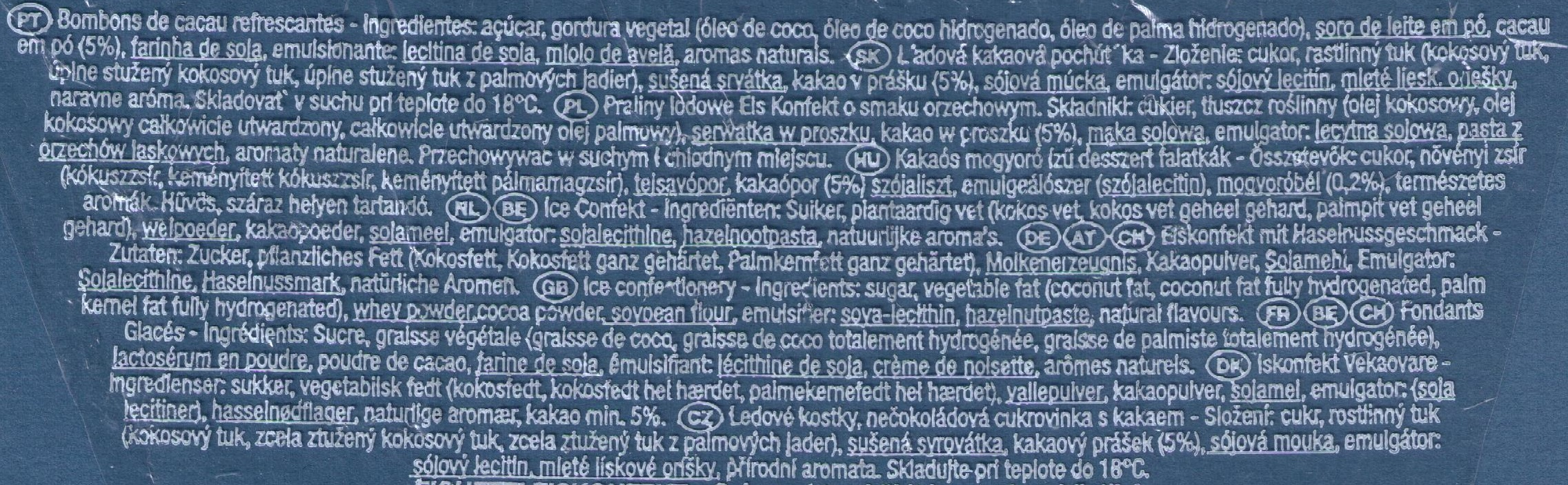
Zutatenliste eines in Deutschland verkauften Eiskonfekt-Produkts in verschiedenen Sprachen

Eiskonfekt ist eine Zuckerware mit einem hohen Anteil an Kokosfett, deren Aussehen, Konsistenz und Geschmack Schokolade ähnelt.
Der Begriff wird auch für in Schokolade gehülltes Speiseeis verwendet.

## Geschichte
Die Süßigkeit wurde 1927 vom Konditor Adam Eichelmann aus Werneck erfunden. Eichelmann baute auch die erste industrielle Produktion in Werneck auf, welche unter dem Namen Eichetti bis heute existiert. Eichelmanns Eiskonfekt stellt eine Weiterentwicklung der fränkischen Weihnachtsplätzchen Heinerle dar. Diese wurden in der Zeit nach dem Ersten Weltkrieg von unterfränkischen Hausfrauen aus Palmin, Kakaopulver und Oblaten entwickelt und sind auch heute noch lokal verbreitet.
Eiskonfekt ist auch in Schweden, Österreich und der Schweiz verbreitet. Trotz des Namens hat diese Süßigkeit nichts mit Eis zu tun. Umgangssprachlich werden teilweise auch kleine Stücke (Vanille)eis, die mit einer Schoko-Glasur (kakaohaltigen Fettglasur) umhüllt sind, als „Eiskonfekt“ bezeichnet.

## Hintergrund
Eiskonfekt wird zu einem großen Teil (bis zu 50 %) aus Kokosfett hergestellt. Hinzu kommen mindestens 5 % Kakaopulver. Die Herstellung unterscheidet sich nicht wesentlich von Schokolade. Die Komponenten werden in Knetern verrieben und das Knetgut anschließend durch die Engspalte von Walzwerken getrieben. Die Masse wird dann in die typischen Kapseln oder Würfel gegossen.
Das Gefühl der Kühle wird durch die niedrige Schmelztemperatur des Kokosfetts hervorgerufen, die bei 23 bis 26 °C liegt, im Gegensatz zu der von Kakaobutter mit 33 bis 35 °C. Das Kokosfett senkt die Schmelztemperatur der Mischung erheblich. Diese entzieht dem Mundraum die zum Schmelzen benötigte Wärme. Fällt die Temperatur der Zungenoberfläche unter 24 Grad Celsius, so wird dies als Kälte wahrgenommen. Durch Zusatz von Dextrose oder Menthol kann das Gefühl der Kühle im Mund nochmals verstärkt werden. Zudem wird Eiskonfekt in der Regel gekühlt verzehrt.
Eine bekannte Verpackungsform sind bunte, kleine, gezackte Alu-Schälchen; oft wird Eiskonfekt aber auch in Form kleiner, in verschiedenfarbiges Papier eingewickelter Tafeln verkauft.